# Lago Furukawanuma

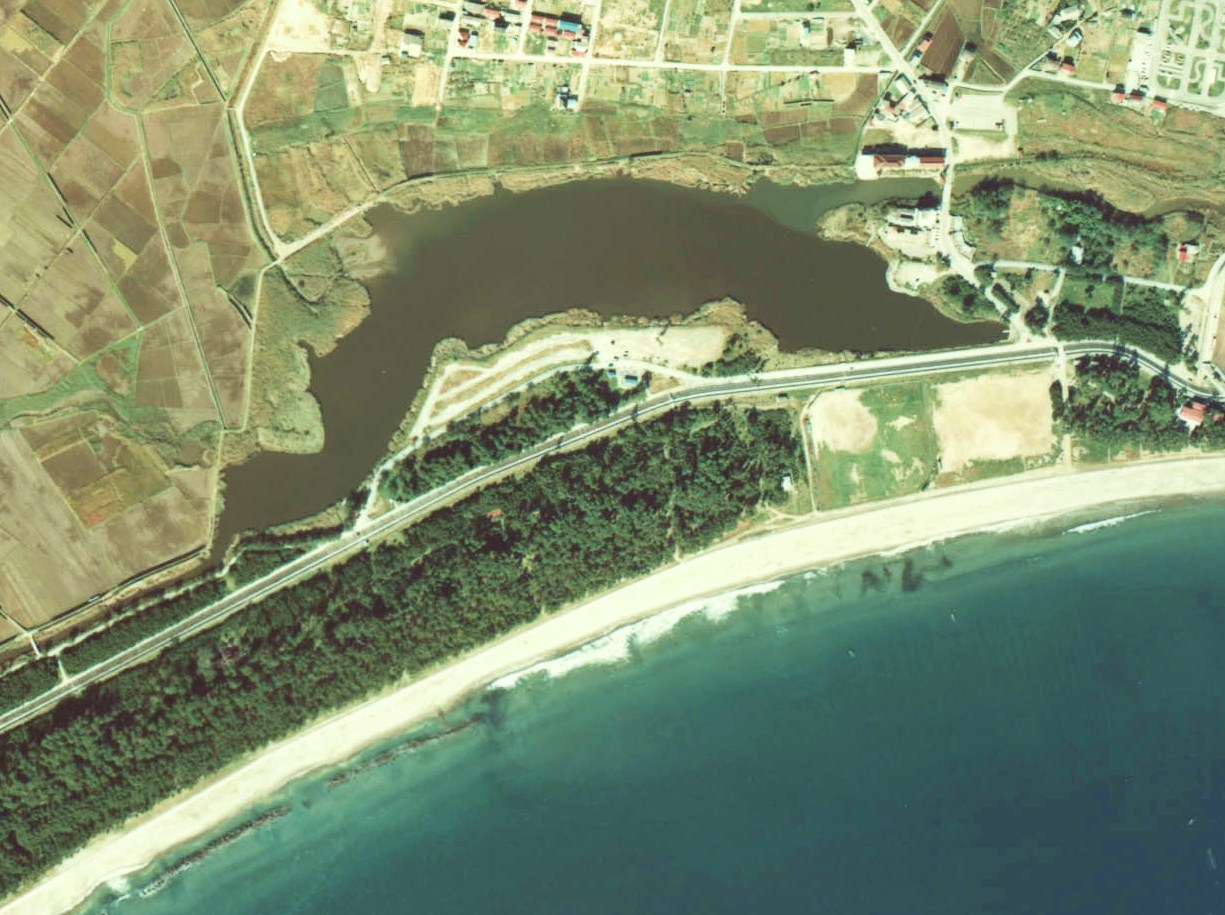
Fotografía aérea del lago Furukawanuma en 1977.

El lago Furukawanuma (古川沼 Furukawanuma?) era un lago que existía en la ciudad de Rikuzentakata, prefectura de Iwate, Japón, hasta el 11 de marzo de 2011. Cuando el terremoto de Tōhoku ocurrió en 2011, el tsunami resultante del terremoto destruyó la pared de arena que separaba el lago del mar. El borde occidental del lago se convirtió entonces en parte del nuevo diseño de la costa, y el lago se convirtió en parte del mar.

## Historia
Rikuzentakada es la mayor llanura aluvial a lo largo de la ría de la Costa de Sanriku. La llanura comenzó a formarse en la última fase de la era de hielo, cuando el nivel del mar subió. La arena fue llevada del río Kesen a la bahía de Hirota. Hace unos 7500 años, el área de superficie de la bahía creció, con la actual llanura que se encuentra bajo el agua. El barro depositado en el lago Furukawanuma fue formado por la constitución de colinas hechas de arena, hace aproximadamente 1000 años. Se plantaron pinos a lo largo de la costa, en el período Edo. La costa de Sanriku tiene muchas costas de ría que a menudo se ven alteradas por los tsunamis. En 1835, durante la era Tenpo, un tsunami destruyó los pinos allí plantados, pero los árboles actuaron como una barrera contra el impacto de las olas y la ciudad de Rikuzen fue salvada de la fuerza de las grandes olas.
El daño de la ciudad por los tsunamis de 1896 y 1933 fue relativamente pequeño también a causa de los pinos, que sirvieron como un bosque para controlar la marea. Un maremoto proveniente del terremoto de Valdivia en 1960, afectó a la región Sanriku; las olas atravesaron las dunas de arena y el dique de tres metros de altura, construido en 1908 y situado en la parte norte del lago, hacia el río Kawara. Las zonas bajas de la ciudad fueron inundadas. Un segmento de 140 metros de longitud del dique fue destruido, lo que formó una zona inundada de 200 metros que conectaba el lago y el océano. A través de los esfuerzos de 1500 soldados del Ejército Imperial Japonés, un nuevo dique fue construido entre los dos.
El primer dique fue construido entre 1960 y 1963, para la protección de los pinos. El segundo dique, de 5,5 metros de altura, fue construido entre 1963 y 1966 para proteger la ciudad de tsunamis.  La contaminación ha progresado con el vertido de lodos del río Kesen en el lago durante la marea alta. Anteriormente, el agua era apta para bañarse, pero con el aumento de la contaminación, el lago pasó a producir un olor repulsivo, y mareas rojas se generaron.
Entre 2006 y 2008, se realizaron estudios para revelar rastros de depósitos de antigups tsunamis. Se encontraron rastros del tsunami de 1611, 1896 y 1933, pero no del ocurrido en 869. Luego se concluyó que el tsunami del 869 no llegó al lago.
El 11 de marzo de 2011, las olas del tsunami, de más de 10 m de altura, destruyeron dos diques y las dunas de arena, y el lago se convirtió en parte del mar.